# Copicucullia propinqua
Copicucullia propinqua là một loài bướm đêm trong họ Noctuidae.